# イツハク・ツケルマン

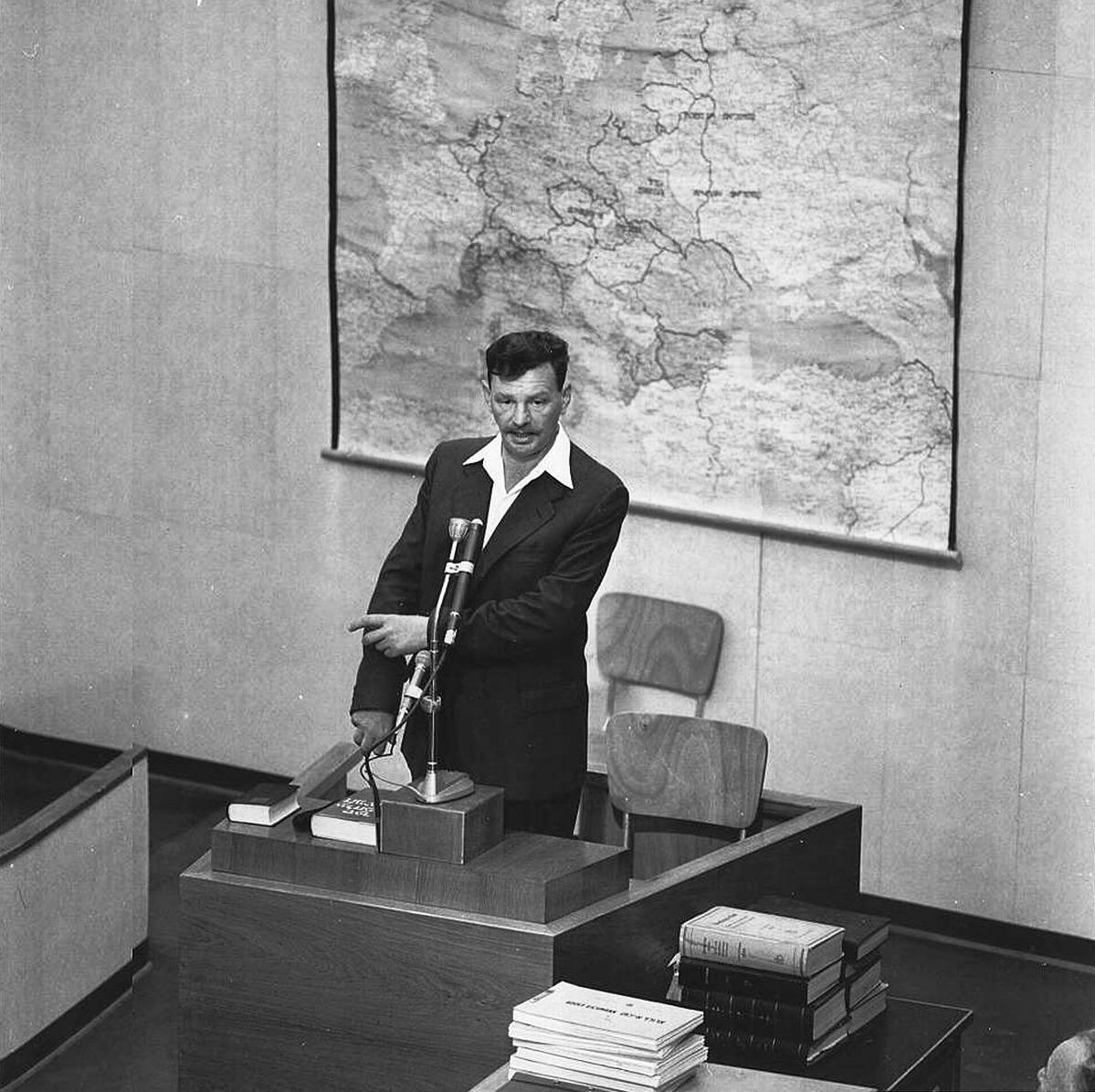
アドルフ・アイヒマンを裁くイスラエルの法廷で証言するイツハク・ツケルマン

イツハク・ツケルマン（ポーランド語：Icchak Cukierman, ヘブライ語：יצחק צוקרמן, 英語的なスペルでYitzhak Zuckerman, 1915年-1981年）は、第二次世界大戦中にレジスタンス活動家だったユダヤ人。「アンテック(Antek)」の偽名で知られる。ワルシャワ・ゲットー蜂起の中心人物の一人。

## 略歴
ヴィリニュスにポーランド系ユダヤ人の子として生まれる。若き日に社会主義思想とシオニズム思想に近づいた。1939年にポーランドがナチス・ドイツとソ連に占領された際にはソ連占領地域で暮らしていた。様々なユダヤ人社会主義者の地下組織に参加した。1940年春にワルシャワへ移動した。後に妻となるジヴィア・ルーベトキン(en:Zivia Lubetkin)とともに社会主義シオニストグループ「ハボーニーム・デロール（en:Habonim Dror）」に入り、青年グループのリーダーとなった。ユダヤ人レジスタンスグループを指揮し、国内軍や人民軍でも指揮官を務めた。1942年12月22日には仲間二人とともにドイツ警察や親衛隊が使うカフェを襲撃している。仲間二人は追跡されて殺害されたが、ツケルマンは逃れている。
その後、ワルシャワのそばの「アーリア人移住地区」で働いて武器や弾薬を手にいれ、蜂起に備えた。1943年にワルシャワ・ゲットー蜂起の際にはユダヤ人戦闘組織の副司令官の地位にあったが、彼はゲットー外のレジスタンス組織との交渉役であり、ゲットー外にいた。ツケルマンらは下水道を経由してゲットーに武器弾薬を運び込んだ。しかし最終的に蜂起は鎮圧された。
1944年のワルシャワ蜂起にもゲットー蜂起の際に生き残った322人のユダヤ人を率いて人民軍の籍で参加した。
戦後はパレスチナへのユダヤ人移住を目指す「Berihah」で働いた。ツケルマンは1947年にイスラエルに入った。レジスタンス闘士として著名であったツケルマンは、キブツ「ロハメイ・ハゲタオット(he)」（「ゲットー闘士の家」の意）とそこにある同名の博物館の創設メンバーとなった。1961年にユダヤ人移送を指揮した親衛隊将校アドルフ・アイヒマンがイスラエルの法廷にかけられた際には証人として証言台に立った。1981年、彼が設立したロハメイ・ハゲタオットで死去した。